# Idaea humiliata
Idaea humiliata là một loài bướm đêm thuộc họ Geometridae. Nó được tìm thấy ở châu Âu.
Loài này có sải cánh dài 19–22 mm. Con trưởng thành bay làm một đợt vào tháng 7 .

## Hình ảnh

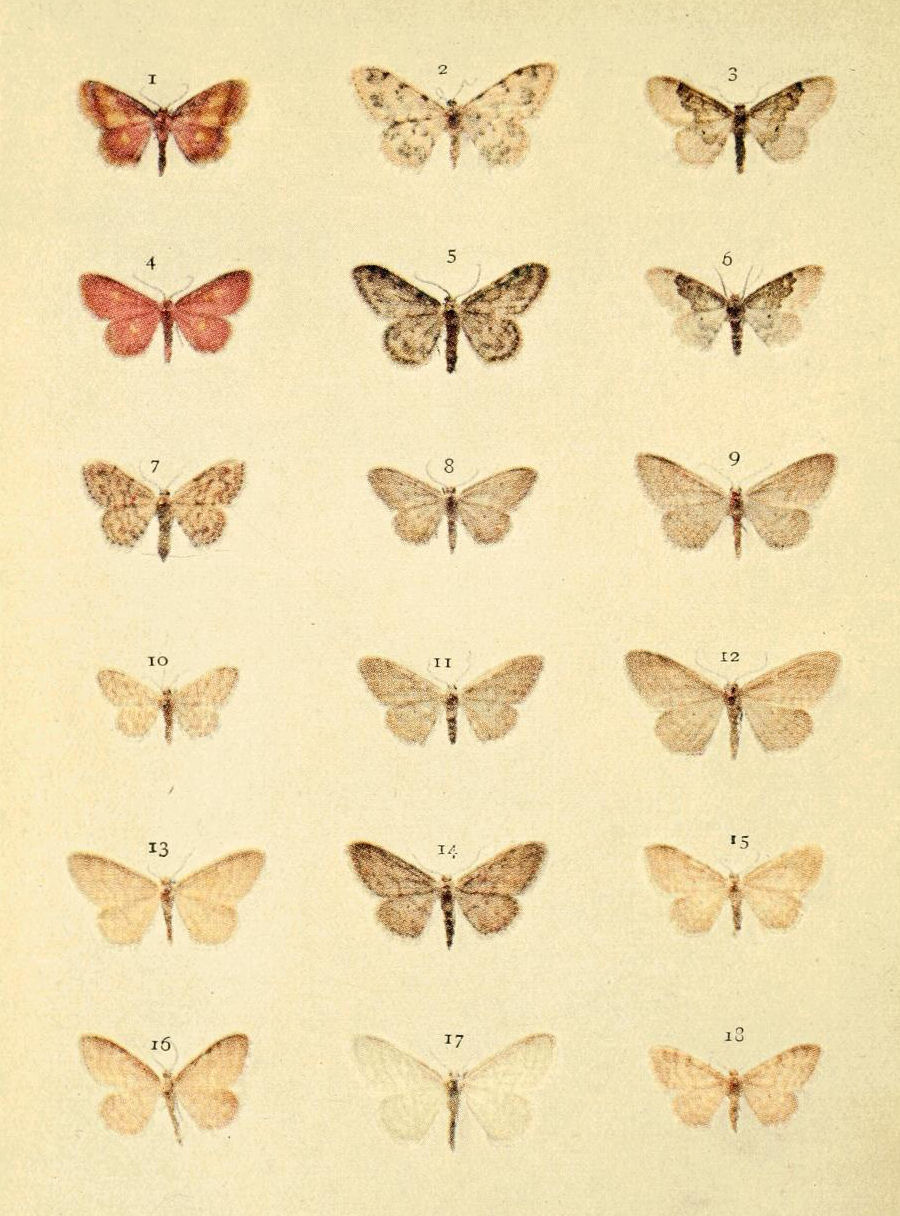